# Mycomya hamadryas
Mycomya hamadryas är en tvåvingeart som beskrevs av Coher 1952. Mycomya hamadryas ingår i släktet Mycomya och familjen svampmyggor. Inga underarter finns listade i Catalogue of Life.